# Stanko Kristl
Stanko Kristl, slovenski arhitekt, univerzitetni profesor, akademik * 29. januar 1922, Ljutomer, † 18. januar 2024.
Med drugo svetovno vojno je bil prisilno mobiliziran in na ruski fronti hudo ranjen. Po koncu vojne je študiral arhitekturo v Ljubljani pri prof. Edu Ravnikarju. Ta ga je za daljši čas zadržal kot svojega asistenta. Kristl je leta 1954 diplomiral na Tehniški fakulteti v Ljubljani (zdaj FGG), kjer je kasneje (med leti 1982 in 1993) predaval (1980 je bil izvoljen za izrednega, 1986 za rednega profesorja), od 1996 do 2007 pa tudi na Oddelku za krajinsko arhitekturo Biotehniške fakultete). Leta 1970 je dobil Prešernovo nagrado. Od leta 2005 je bil izredni, od 2011 pa je redni član SAZU. Decembra 2020 mu je Univerza v Ljubljani na predlog Fakultete za arhitekturo podelila naslov zaslužnega profesorja.
Kristlovo delo sodi med vrhunce poznega modernizma v Sloveniji (ob njem še Milan Mihelič, Savin Sever, Janez Lajovic in Miloš Bonča). Odlikujejo ga skrbno premišljeni tlorisi, ovoji stavb s pretehtanimi likovnimi elementi in funkcionalnost objektov od vrtcev do stanovanjskih blokov. Ta je posebej izrazita pri javnih stavbah, zlasti bolnišnicah. Med njegova vrhunska dela sodi Klinični center v Ljubljani. Osrednjo slovensko bolnišnico je dopolnjeval in izboljševal še ob svoji stoletnici. 

## Nagrade in priznanja
- Nagrada Prešernovega sklada (1964)
- Prešernova nagrada (1970)
- Borbina nagrada za Slovenijo (1970)
- Župančičeva nagrada (1976)
- Član SAZU (izredni 2005, redni 2011)
- Plečnikova nagrada (2006)
- Srebrni red za zasluge RS (2018) za edinstven prispevek k razvoju slovenske arhitekture iz rok predsednika republike Boruta Pahorja
- Plaketa 1. slovenskega tabora (ob 150-letnici 1. slov. tabora v Ljutomeru), na predlog županje Občine Ljutomer mag. Olge Karbe (2018)
- Župančičeva nagrada za življenjsko delo (2020)
- Zaslužni profesor Univerze v Ljubljani (2020)
- častni občan Občine Ljutomer (2022)
- Častni meščan Ljubljane (2023)